# 中間鋸花鱂
中間鋸花鱂（学名：Priapella intermedia）為輻鰭魚綱鯉齒目鯉齒亞目花鳉科的其中一種，分布於中美洲墨西哥的淡水流域，體長可達5公分，棲息在水流快速、岩石底質的溪流，屬肉食性，以昆蟲等為食，生活習性不明。
其种加词“intermedia”意为“中间的”。